# Rang-Vermutung
In der Mathematik war die Rang-Vermutung (engl. rank conjecture oder rank vs. genus conjecture) eine die Poincaré-Vermutung verallgemeinernde Vermutung über 3-Mannigfaltigkeiten.
Die Fundamentalgruppe {\displaystyle \pi _{1}M} ist eine wichtige Invariante geschlossener 3-Mannigfaltigkeiten {\displaystyle M}. Zum Beispiel besagt die (2003 von Perelman bewiesene) Poincaré-Vermutung, dass eine geschlossene 3-Mannigfaltigkeit genau dann die 3-Sphäre ist, wenn {\displaystyle \pi _{1}M=0} gilt.
Der Rang einer (endlich erzeugten) Gruppe ist die minimale Anzahl von Erzeugern. Der Rang der Fundamentalgruppe {\displaystyle \pi _{1}M} wird mit {\displaystyle \operatorname {rk} (M)} bezeichnet. Aus dem Satz von Grushko folgt {\displaystyle \operatorname {rk} (M_{1}\sharp M_{2})=\operatorname {rk} (M_{1})+\operatorname {rk} (M_{2})}. Eine äquivalente Formulierung der Poincaré-Vermutung besagt
{\displaystyle rk(M)=0\Longleftrightarrow M\cong S^{3}}
für geschlossene 3-Mannigfaltigkeiten.
Waldhausen stellte in den 60er Jahren die (1970 in einer Arbeit Hakens als „verallgemeinerte Poincaré-Vermutung“ bezeichnete) Frage, ob für kompakte 3-Mannigfaltigkeiten {\displaystyle M} die Gleichung
{\displaystyle rk(M)=g(M)}
für das Heegaard-Geschlecht {\displaystyle g(M)} gilt. Weil die Fundamentalgruppe eines der beiden Henkelkörper einer Heegaard-Zerlegung bereits {\displaystyle \pi _{1}M} erzeugt, gilt {\displaystyle rk(M)\leq g(M)}. Die Frage nach der Gleichheit wurde oft als rank vs. genus conjecture bezeichnet.
Die Vermutung ist korrekt für 3-Mannigfaltigkeiten mit {\displaystyle g(M)\leq 2}. Erste Gegenbeispiele von Seifert-Faserungen mit {\displaystyle g(M)=3} und {\displaystyle rk(M)=2} fanden 1983 Boileau und Zieschang. Tatsächlich gibt es Graphmannigfaltigkeiten mit beliebig großen Werten für die Differenz {\displaystyle g(M)-rk(M)}. Diese Konstruktionen benutzten die Existenz zentraler Elemente in Fundamentalgruppen von Seifert-Faserungen, weshalb die Vermutung dann als rank conjecture oder rank vs. genus conjecture eingeschränkt auf hyperbolische 3-Mannigfaltigkeiten betrachtet wurde. Nachdem die Vermutung dort für verschiedene Klassen hinreichend komplizierter hyperbolischer 3-Mannigfaltigkeiten bewiesen worden war, fand Tao Li 2011 Gegenbeispiele zur Rang-Vermutung.